# Entonomenia atlantica
Entonomenia atlantica is een Solenogastressoort uit de familie van de Rhopalomeniidae. De wetenschappelijke naam van de soort is voor het eerst geldig gepubliceerd in 1948 door Leloup.